# Клієнтелізм
Клієнтелíзм — соціальне явище, яке характеризується формуванням домінування, панування і підпорядкування, залежності та незалежності за принципом патрон-клієнтських відношень. У цих відношеннях одна із сторін — патрон — є панівною, а друга — клієнт — залежною. Стійкий відновлюваний зразок поведінки керівників та підлеглих. Особистісні відносини «патронів» та «клієнтів», код їх взаємодії.